# Đồng Lợi
Đồng Lợi là một xã thuộc huyện Triệu Sơn, tỉnh Thanh Hóa, Việt Nam.
Xã Đồng Lợi có diện tích 5,75 km², dân số năm 1999 là 6309 người, mật độ dân số đạt 1097 người/km².